# Adam Markowski
Adam Markowski (ur. 8 lutego 1898 w Janowie w gm. Świedziebnia, zm. 6 listopada 1976 w Warszawie) – nauczyciel i dyrektor w warszawskich gimnazjach i liceach.

## Życiorys
Syn Kazimierza i Katarzyny z domu Szymańskiej. Podczas I wojny światowej członek harcerstwa, Polskiej Organizacji Wojskowej, w 1918 brał udział w rozbrajaniu Niemców. Będąc w VI klasie gimnazjum w Płocku, 17 lipca 1920 wstąpił jako ochotnik do Wojska Polskiego do 6 pułku piechoty Legionów, gdzie służył do 15 września 1920. Ukończył Gimnazjum Polskie w Płocku.
W 1921 wstąpił na Uniwersytet Warszawski, gdzie odbył studia na Wydziale Humanistycznym w zakresie historii. W 1927 uzyskał dyplom potwierdzający kwalifikację nauczyciela historii dla szkół średnich. W 1929 został po raz pierwszy zatrudniony w gimnazjum państwowym: Gimnazjum Stefana Batorego w Warszawie. Od następnego roku, na wiele lat, związał się z Gimnazjum Państwowym im. St. Staszica. Podczas II wojny światowej organizator i kierownik tajnego nauczania Gimnazjum im. Staszica.
Po wojnie, do zamknięcia szkoły w 1950, nauczyciel Liceum St. Staszica w Warszawie. W 1950 dyrektor Liceum im. Tadeusza Czackiego, potem również krótko, dyrektor Liceum im. Władysława IV. Od 1959 nauczyciel w Liceum im. Marii Konopnickiej. Uczył również w Liceum im. Tadeusza Reytana. Na emeryturę przeszedł w 1974.
Zmarł w Warszawie. Spoczywa na cmentarzu Powązkowskim w Warszawie (kwatera 299a-3-2,3)

## Ordery i odznaczenia
- Krzyż Oficerski Orderu Odrodzenia Polski (13 listopada 1962)
- Medal Niepodległości (2 maja 1933)[8]
- Srebrny Krzyż Zasługi (17 marca 1934)[9]
- Brązowy Medal za Długoletnią Służbę (22 kwietnia 1938)
- Złota Odznaka 1000-lecia Państwa Polskiego
- Krzyż Legionowy nr 6852 (11 czerwca 1929)[10]
- Złota Odznaka ZNP